# 英德尔大戟
英德尔大戟（学名：Euphorbia inderiensis）是大戟科大戟属的植物。分布于伊朗、中亚以及中国大陆的新疆等地，生长于海拔680米至800米的地区，常生于低山坡荒地、山前平原、灌丛、水蚀沟、干旱的山坡和草甸等地，目前已由人工引种栽培。